# Metopius rossicus
Metopius rossicus är en stekelart som beskrevs av Clement 1930. Metopius rossicus ingår i släktet Metopius och familjen brokparasitsteklar. Inga underarter finns listade i Catalogue of Life.